# Éditions le Héron d'Argent
Le Héron d'Argent est une maison d'édition indépendante française fondée en 2014. Elle est à l'origine spécialisée dans les littératures de l'imaginaire et les encyclopédies grand format.
Elle a depuis diversifié sa ligne éditoriale en offrant des produits dérivés comme des tableaux présentant des illustrations tirées des romans ou des beaux livres ainsi que du thé.

## Historique
Les Éditions le Héron d'Argent ont été fondées le 18 juillet 2014 par Vanessa et Diana Callico. Elles ambitionnent de défendre "une littérature exigeante d’écrivains et d’artistes proches de leur public et passionnés par leur Art". Pour cela, les ouvrages devaient être "visuellement attirants" et "intellectuellement passionnants" tout en étant au même prix que la concurrence. 
En 2017, l'édition s'ouvre aux campagnes de financement participatif et accélère sa croissance. Elle crée également une pétition pour la mise en place d'un Tarif Postal spécial Livre.
En 2019, elle diversifie son activité en proposant des tableaux dérivés de ses ouvrages et se développe dans les pays francophone comme la Belgique et la Suisse.
En 2020, l'édition ajoute une gamme de thés inspirés de leurs parutions et des tirages d’Art avec cristaux Swarovski.
En août 2020, Les Contes Japonais, illustrés par Shiitake, sont publiés après une importante campagne de financement participatif (TOP 50 des plus gros projets Ulule - catégorie Editions).
Début 2023, afin de continuer son expansion, l'activité éditoriale déménage dans des locaux (bureaux et entrepôt) en Pays de Fontainebleau, à Moret-Loing-et-Orvanne.
En juin 2024, la diffusion des ouvrages est désormais assurée par la GEODIF (Groupe Eyrolles), la distribution étant, elle, du ressort de la SODIS (Groupe Madrigall). 